# Stochelo Rosenberg
Stochelo Rosenberg (* 19. února 1968 v Helmondu, Nizozemsko) je gypsy-jazzový kytarista, který hraje v manouche jazzovém stylu Django Reinhardta a je sólovým kytaristou uskupení The Rosenberg Trio.

## Životopis
Stochelo začal hrát na kytaru v nezvykle "pozdním" věku deseti let, ale uchytil se neuvěřitelně rychle, neustále dokola přehrával Djangova sóla, když ho zrovna neučil strýc nebo otec. Byl rychle spatřen jako výjimečný talent a měl mnoho příležitostí uzavřít kontrakt s nahrávacími společnostmi, ale jeho rodiče ho chtěli uchránit od světa show-businessu, dokud byl mladý. Hrál tedy se svými bratranci, čímž položil základ budoucímu trojčlennému uskupení. Často se o něm hovoří jako o jednom z nejlepších gypsy-jazzových kytaristů, nicméně on sám takové věci slyší jen nerad. "Zapomeňte na Stochela a všechny ostatní..." říká... "Pokud se chcete naučit a pochopit gypsy jazz, začněte s Djangem, nejlepším kytaristou, co kdy žil".
Stochelo byl oceněn cenou "Golden guitar" od časopisu Guitarist Magazine v roce 1992, a spolupracoval s mnoha hudebníky, skupinami a orchestry – živě i ve studiu – mezi které patří např. Biréli Lagrène, Romane atd.
Stochelo hraje na kytary Eimer, Selmer a používá struny Elixir.